# Antillognatha lucida
Antillognatha lucida là một loài nhện trong họ Tetragnathidae. Chúng được miêu tả năm 1945 bởi Bryant..